# 투빅 앗 랑이스
《투빅 앗 랑이스》(영어: Tubig at Langis)는 2016년 방영된 필리핀의 드라마이다.